# 406 Batalion Wschodni
406 Batalion Wschodni (niem. Ost-Bataillon 406, niem. 406-й восточный батальон) – oddział wojskowy Wehrmachtu złożony z Rosjan podczas II wojny światowej.
Batalion został sformowany 11 stycznia 1943 r. na okupowanej Białorusi. Miał trzy kompanie. Był podporządkowany niemieckiemu VI Korpusowi Armijnemu 9 Armii. Pod koniec września tego roku przeniesiono go do południowej Francji. Działał w rejonie Saint-Michel-de-Montaigne. Pod koniec lutego 1944 r. batalion powiększono do czterech kompanii. 6 lipca został przemianowany na 406 Batalion Rosyjski. Po desancie wojsk alianckich w poł. sierpnia tego roku, oddział został skierowany do północnych Włoch, gdzie podporządkowano go LXXV Korpusowi Armijnemu Armii "Liguria".